# Congrès national du Brésil
Pour les autres articles nationaux ou selon les autres juridictions, voir Congrès national.
57e législature du Congrès national
Palais du Congrès national
Le Congrès national (en portugais : Congresso Nacional) est le parlement bicaméral du Brésil, composé du Sénat fédéral (Senado Federal), la chambre haute, et de la Chambre des députés (Câmara dos Deputados), la chambre basse.
Il siège au Palais du Congrès national, construit pour l’accueillir sur la place des Trois Pouvoirs à Brasilia, capitale du Brésil depuis 1960.
Le Sénat fédéral représente les vingt-six États brésiliens et le district fédéral, et ses membres sont élus au scrutin majoritaire. La Chambre des députés représente la population de chacun des États et ses membres sont élus au scrutin proportionnel. Ceci est dû à la forme de gouvernement fédéral adopté par le pays. Le Congrès se réunit annuellement à Brasilia du 2 février au 27 juillet et du 1er août au 22 décembre.
Le président du Congrès national est le président du Sénat.

## Système électoral
Le Congrès national du Brésil est un parlement bicaméral. Sa chambre basse, la Chambre des députés, est dotée de 513 députés élus pour quatre ans au scrutin proportionnel plurinominal de listes. Le pays est découpé en 27 circonscriptions plurinominales correspondant aux 26 États plus le District fédéral de la capitale Brasilia et dotées de 8 à 70 sièges en fonction de leur population. Les électeurs ont la possibilité d’effectuer un vote préférentiel en faveur d'un candidat de la liste pour laquelle ils votent, afin de faire remonter sa position dans la liste établie par le parti.
Après décompte des suffrages dans les circonscriptions les sièges répartis à la proportionnelle le sont sans seuil électoral, sur la base du quotient simple et de la méthode dite de la plus forte moyenne, qui avantage les gros partis. Les sièges remportés par chaque liste sont ensuite attribués aux candidats ayant recueilli le plus grand nombre de suffrages préférentiels en leur sein.
La chambre haute, le Sénat fédéral, est quant à elle dotée de 81 sénateurs élus pour huit ans mais renouvelés en deux fois, les sénatoriales alternant tous les quatre ans un renouvellement d'un tiers ou des deux tiers du sénat.
Les sièges sont à pourvoir au scrutin majoritaire binominal dans vingt-sept circonscriptions d'un ou deux sièges chacune correspondant aux 26 États plus le District fédéral de la capitale Brasilia. Lors des renouvellement par tiers, le vote a lieu dans chaque circonscription au scrutin uninominal majoritaire à un tour. Lorsque le renouvellement s'effectue pour les deux tiers, cependant, c'est un binôme de candidats qui est élu dans chacune d'elles au scrutin plurinominal majoritaire, les électeurs étant dotés de deux voix qu'ils peuvent répartir sur les candidats de leur choix.
Le vote est obligatoire pour les citoyens de 18 à 70 ans, et facultatif pour ceux âgés de 16 à 18 ans et les plus de 70 ans. Un âge minimal de 21 ans est requis pour se présenter à la Chambre. Il est de 35 ans pour les candidats au poste de sénateur. Dans les deux cas, les candidatures sans étiquette sont interdites, les candidats devant obligatoirement être membres d'un parti politique officiel et être de citoyenneté brésilienne. Pour qu'un député puisse être éligible à la présidence de la Chambre ou du Sénat, la citoyenneté brésilienne de naissance est exigée.

## Siège
Le Congrès siège au palais du Congrès national situé à Brasilia (District fédéral), la capitale du Brésil.
Cet édifice est l'une des œuvres principales de l'architecte Oscar Niemeyer, qui a travaillé à l'édification de la nouvelle capitale et conçu l'ensemble des principaux bâtiments de la ville.

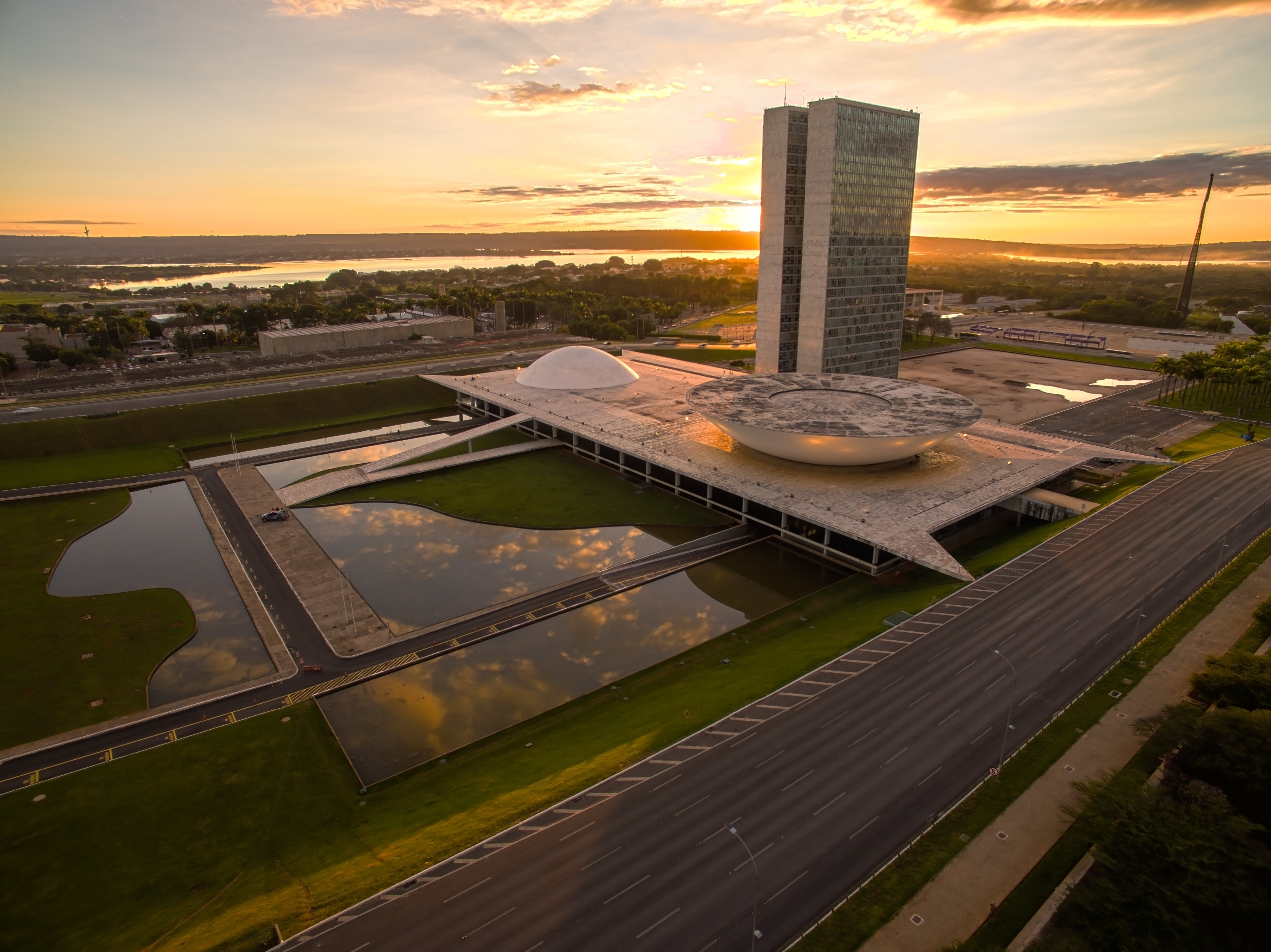
Vue extérieure du bâtiment à l'aube.

Le bâtiment se compose d'un édifice double — la partie coiffée d'une coupole convexe abritant le Sénat (à gauche sur la photographie), la partie coiffée d'une coupole concave accueillant la Chambre des députés (à droite) — auquel sont reliés deux gratte-ciel jumeaux abritant les services administratifs du Congrès.
Le 8 janvier 2023 le bâtiment est envahi lors d'émeutes à la suite de l'élection présidentielle de 2022 marquant la défaite de Jair Bolsonaro.